# Major Tom (Coming Home)
«Major Tom (Coming Home)» (en alemán: Major Tom (völlig losgelöst)) es una canción y sencillo del cantante alemán Peter Schilling publicado en 1982 y perteneciente a su disco de estudio Error in the System. Con un carácter no oficial, el personaje del "Major Tom" de la canción hace referencia al también protagonista homónimo de la canción de David Bowie Space Oddity, en la que se narra un accidente espacial en el que el protagonista está atrapado.
La canción fue grabada originalmente en alemán y lanzada en la República Federal de Alemania el 3 de enero de 1983. Fue un éxito en la RFA y en Austria, donde alcanzó los respectivos número 1 de sus listas. Meses más tarde fue editada y lanzada al mercado occidental en inglés, con vistas al mercado estadounidense, siendo emitida en las radios de ese país el 24 de septiembre del mismo año. Alcanzó también el primer puesto de las listas en Canadá y llegó al puesto 14 de la lista de las 100 mejores canciones del año 1983 para la revista Billboard.

## Músicos
- Peter Schilling - voces
- Armin Sabol - guitarra eléctrica
- Gunther Gebauer - bajo
- Gonzo Bishop - sintetizadores
- Curt Cress - batería y caja de ritmos

## Uso en la cultura popular
- La canción apareció en el episodio "Bullet Points" de la cuarta temporada de la serie Breaking Bad como una canción de karaoke interpretada por el personaje Gale Boetticher, interpretado por David Costabile.[2]
- En 2013, la canción apareció en la película independiente I Used to Be Darker.
- La banda de rock estadounidense Shiny Toy Guns hizo su propia adaptación de la canción.
- Se utilizó como intro de la serie alemana Deutschland 83,[3] así como de su continuación Deutschland 86.
- Fue usada en un episodio de la cuarta temporada de la serie The Americans.
- La versión alemana de la canción apareció en la película Atómica (2017).
- Fue utilizada en la serie The Blacklist en el episodio "The Major".
- En la serie The Umbrella Academy aparece en el episodio 5 de la temporada 2.

## Posicionamiento en listas
| Listas (1983)                               | Mejor posición |
| ------------------------------------------- | -------------- |
| Alemania Federal (GfK Entertainment Charts) | 1              |
| Australia (Kent Music Report)               | 57             |
| Austria (Ö3 Austria Top 40)                 | 1              |
| Canadá (Canadian Singles Chart)             | 1              |
| Estados Unidos (Billboard Hot 100)          | 14             |
| Estados Unidos (Cashbox)                    | 10             |
| Francia (SNEP)                              | 2              |
| Irlanda (Irish Singles Chart)               | 22             |
| Nueva Zelanda (Recorded Music NZ)           | 13             |
| Países Bajos (Dutch Top 40)                 | 2              |
| Reino Unido (UK Singles Chart)              | 42             |
| Sudáfrica (South African Chart)             | 4              |
| Suiza (Schweizer Hitparade)                 | 1              |